# 최승희 (아나운서)
최승희(1984년 3월 12일 ~ )은 대한민국의 아나운서이다.
현재 거주지는 대전광역시이다.

## 학력
- 성균관대학교 사회환경시스템공학과 졸업

## 경력
- 2011년 TJB대전방송 아나운서

## 진행
- TJB 아침뉴스
- TJB 8 뉴스(주말)
- TJB 생방송 투데이
- 브랜드 K 당신이 챔피언
- 뮤우직포차